# Spyker Air Base
Spyker Air Base är en flygbas i Irak.   Den ligger i distriktet Tikrit District och provinsen Saladin, i den centrala delen av landet, 170 km nordväst om huvudstaden Bagdad. Spyker Air Base ligger 131 meter över havet.
Terrängen runt Spyker Air Base är platt, och sluttar österut. Runt Spyker Air Base är det ganska glesbefolkat, med 38 invånare per kvadratkilometer. Närmaste större samhälle är Tikrit, 13,6 km sydost om Spyker Air Base. Trakten runt Spyker Air Base är ofruktbar med lite eller ingen växtlighet.